# 阿洛哈鎮區 (密歇根州)
阿洛哈鎮區（英語：Aloha Township）是位於美國密歇根州希博伊根縣的一個行政鎮區。

## 地方資料
阿洛哈鎮區的面積為83.90平方千米，當中陸地面積為76.40平方千米，而水域面積為7.50平方千米。根據2020年美國人口普查的數據，當地共有人口937人，而人口密度為每平方千米11.17人。